# Haplochromis oregosoma
Haplochromis oregosoma е вид лъчеперка от семейство Цихлиди (Cichlidae). Видът е почти застрашен от изчезване.

## Разпространение
Разпространен е в Уганда.